# Justo Rodríguez Fernández
Justo Rodríguez Fernández (Noreña, 1858-1947) Empresario y alcalde de Noreña.

## Biografía
Cursó estudios de latín en Pola de Siero e inició carrera eclesiástica, que abandonó al poco tiempo de haberla comenzado. Fue profesor de latín en el colegio avilesino de La Merced. Se casó en Avilés, y el matrimonio se trasladó a Noreña, donde Justo constituyó en 1875 la fábrica de embutidos de La Luz, que cerró en 1993. La fábrica llegó a exportar a México, Cuba y Argentina. Enlataba fabada y suministró víveres de campaña a la OTAN y al ejército español. Justo fue también secretario del ayuntamiento noreñés y su alcalde durante veinticinco años. Una de sus hijas se casó con Camilo Alonso Vega.